# Paraparawa
Paraparawa är i mytologin hos Triofolket i Brasilien en man som lärde sig bemästra jordbruket av en mystisk, kvinnlig gestalt. Paraparawa mötte detta mystiska väsen i skepnad av en fisk. Fisken berättade om konsten att plantera bananträd, jams och sötpotatis. Hon berättade också hur han skulle göra för att tillreda födan över en öppen eld.